# Henágio Figueiredo dos Santos
Henágio Figueiredo dos Santos, vor allem als Henágio bekannt, (* 10. Dezember 1961 in Aracaju; † 25. Oktober 2015) war ein brasilianischer Fußballspieler.

## Sportlicher Werdegang
Henágio debütierte 1981 für CS Sergipe im Erwachsenenbereich. Mit dem Klub aus seiner Geburtsstadt gewann er 1982 die Staatsmeisterschaft von Sergipe. 1983 wechselte er zum Santa Cruz FC, mit dem er in seiner ersten Spielzeit die Staatsmeisterschaft von Pernambuco gewann. Im Sommer 1985 zog er zum Ortsrivalen Sport Recife weiter, das Jahr 1987 verbrachte er als Spieler beim Guarani FC. Mit dem Klub trat er in der Copa Libertadores 1987 an, dabei erzielte er in vier Gruppenspielen zwei Tore. Dennoch schied die Mannschaft als Gruppendritter frühzeitig aus.
Auch in der Folge hatte Henágio vor allem kurzzeitige Engagements, die nie länger als zwei Spielzeiten dauerten. So wechselte er Mitte 1987 zum CR Flamengo, mit dem er in der Chaos-Meisterschaft 1987 die nachher nicht offiziell anerkannte Copa União gewann – im Finalhinspiel gegen den SC Internacional hatte er als Einwechselspieler für Bebeto einen Kurzeinsatz – und 1988 mit Taça Guanabara einen weiteren regionalen Pokaltitel holte. 1989 spielte er für den EC Pinheiros, der nach Saisonende im Paraná Clube aufging. Dort blieb er ein halbes Jahr, anschließend war er bis zum Jahresende beim Zweitligisten Coritiba FC aktiv. Das Jahr 1991 lief er wiederum für den Drittligisten Tuna Luso Brasileira auf.
1992 kehrte Henágio zum Santa Cruz FC zurück. Hier gewann er 1993 erneut die Staatsmeisterschaft von Pernambuco, ehe er Ende 1994 seine aktive Laufbahn beendete. Anschließend ließ er sich dauerhaft in der Stadt Recife nieder. Im Oktober 2015 verstarb er im Alter von 53 Jahren.